# Alliopsis arelate
Alliopsis arelate är en tvåvingeart som först beskrevs av Walker 1849.  Alliopsis arelate ingår i släktet Alliopsis och familjen blomsterflugor. Inga underarter finns listade i Catalogue of Life.